# Столкновение автобуса и поезда в Румынии (2009)

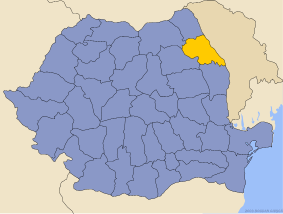
Жудец Яссы на карте Румынии

Дорожно-транспортное происшествие в Румынии возле села Скынтея (жудец Яссы) произошло 14 августа 2009 года в 14:20 по местному времени на уездной дороге 248C. В результате столкновения поезда и микроавтобуса погибли 14 человек, среди которых один ребёнок, двое были серьёзно ранены. ДТП стало самым крупным в Румынии за последние 15 лет.

## Происшествие
В микроавтобус с 16 пассажирами врезался пассажирский поезд, переезжавший автомобильную дорогу возле железнодорожного переезда вблизи села Скынтея. Раед Арафат, государственный секретарь Министерства здравоохранения, заявил, что в дорожно-транспортном происшествии погибло 13 человек, среди которых ребёнок 8 лет, и ещё трое были серьёзно ранены. Позже число жертв возросло до 14.
Протараненный микроавтобус, получивший удар в правую центральную часть, проехал ещё 350 метров от места столкновения.
Пассажирский поезд, участвовавший в происшествии, принадлежит железнодорожной компании «Regiotrans» и следовал по маршруту Яссы — Брашов.

## Причины
Согласно полиции города Яссы, происшествие произошло из-за невнимательности водителя микроавтобуса, не обратившего внимание на знаки, запрещающие проезд через железнодорожный переезд.